# Concórdia
Concórdia es un municipio brasileño del estado de Santa Catarina. Tiene una población estimada al 2022 de 81 646 habitantes. Pertenece a la Región metropolitana de Contestado y es el municipio sede de la Región Geográfica Inmediata de Concórdia.
Fue fundada principalmente por colonos de Río Grande del Sur de origen italiano y alemán. 

## Toponimia
El nombre original de la antigua colonia era "Queimados" (Quemados), fue en 1925 cuando por iniciativa empresarial de la época adoptó el nombre de Concórdia.

## Historia
La colonización de Concórdia, como la del Medio Oeste y Oeste de Santa Catarina, pasó a ser intensificada después a Guerra del Contestado, especialmente en los años de 1920 y 1930. En esta época los gobiernos estatal y federal estimularon a venta de pequeñas propiedades rurales a los colonos gauchos. Hasta entonces, la región era habitada solamente por caboclos.
La colonia fue elevada a distrito en 1927, y se emancipó el 29 de julio de 1934.

## Geografía
El municipio de Concórdia es bordeado por varios ríos de la cuenca hidrográfica del río Uruguay. Además del propio Uruguay, se destacan el Jacutinga y Rancho Grande, Queimados e innumerables arroyos.